# Да (река)
Да или Черна река (на китайски: zh/李仙江; на виетнамски: Đà) (в Китай Лисяндзян, във Виетнам – Да, Сонгбо, позната също като Черната река), е река в Южен Китай, провинция Юннан и Северен Виетнам, десен приток на Хонгха, вливаща се в Тонкинския залив на Южнокитайско море. Дължина 910 km, площ на водосборния басейн 52 900 km².
Река Да се образува под името Лисяндзян от сливането на двете съставящи я реки Амодзян (лява съставяща) и Бабяндзян (дясна съставяща), на 508 m н.в., в китайската провинция Юннан, в близост до град Цзюйпуду. Двете съставящи я реки реки водят началото си от Юннанската планинска земя. С изключение на последните 30 km от течението си тече в югоизточна посока в дълбока и тясна долина, като течението ѝ е съпроводено от бързеи и прагове. В района на град Хоа Бин завива на север, при град Туву излиза от планините, протича през равната и плоска Северовиетнамска приморска низина и на около 10 km югозападно от град Виетчи се влива отдясно в река Хонгха, на 11 m н.в. Основни притоци: леви – Амодзян, На, Му, Так; десни – Ма, По, Па, Меук, Пан, Шап. Подхранването на Да е предимно дъждовно и с ясно изразено пълноводие през лятото по време на летния мусон.
Но реката както в Китай, така и във Виетнам са изградени няколко ВЕЦ-а, в т.ч. и най-голямата в Югоизточна Азия виетнамската ВЕЦ „Шонла“ Цялата каскада от хидровъзли на виетнамска територия ще се състои от ВЕЦ-овете „Лайчау“ (1200 МВт), „Шонла“ (2400 МВт), „Хоабин“ (1920 МВт), „Банчак“ (220 МВт) и „Гуойкуанг“ (520 МВт), част от които вече са пуснати в експроатация.